# 벤 월리스
벤저민 캐머런 "벤" 월리스(영어: Benjamin Cameron "Ben" Wallace, 1974년 9월 10일 ~ )는 미국의 은퇴한 프로 농구 선수이다.

## 수상
- NBA 블록왕 (2002년)
- NBA 리바운드왕 2회 (2002-2003)
- NBA 올-디펜시브 세컨드 팀 (2007)
- NBA 올-디펜시브 퍼스트 팀 5회 (2002-2006)
- NBA 올해의 수비수상 4회 (2002-2003, 2005-2006)
- NBA 올스타 4회 (2003-2006)
- NBA 서드 팀 2회 (2002, 2005)
- NBA 세컨드 팀 3회 (2003-2004, 2006)
- NBA 챔피언 (2004)